# Palais Royal - Musée du Louvre (metrostation)
Palais Royal - Musée du Louvre is een station van de metro in Parijs langs lijn 1 en lijn 7 in het 1e arrondissement. Het station is genoemd naar het Palais-Royal en het Musée du Louvre, waar het tussen ligt.

## Geschiedenis
- 1900: onder de naam Palais Royal wordt het station geopend als onderdeel van de eerste metrolijn tussen Porte Maillot en Porte de Vincennes.
- 1916: het station wordt het eindpunt van metrolijn 7, die dan van Porte de la Villette tot Palais Royal loopt.
- ca. 1960: verlenging van de perrons aan lijn 1 tot 90 meter voor de nieuwe (en langere) metrostellen op luchtbanden.
- 1989: het station krijgt een directe verbinding met de Carrousel du Louvre en krijgt haar huidige naam Palais Royal - Musée du Louvre. De naamsverandering gebeurt met name om de toerist een handje te helpen: het volgende station heet namelijk Louvre-Rivoli, maar voor een bezoek aan het Musée du Louvre is het handiger om uit te stappen op Palais Royal.

## Toegangen
Palais Royal - Musée du Louvre heeft vier belangrijke toegangen:
- Place Colette (aan de zuidwesthoek van het Palais Royal): naar aanleiding van het 100-jarig bestaan van de Parijse metro in 2000 wordt een aantal stations speciaal aangekleed. Daaronder valt ook de ingang van station Palais Royal-Musée du Louvre op de Place Colette. Jean-Michel Othoniel ontwierp een moderne creatie van metaal en gekleurde ballen, dat bekendstaat onder de naam Kiosque des Noctambules.
- Place du Palais Royal (1) (tussen het Palais Royal en het Louvre): midden op de Place du Palais Royal is nog een toegang te vinden in de originele art-nouveaustijl van Hector Guimard, ook wel monsterogen genoemd.
- Place du Palais Royal (2) (tussen het Palais Royal en het Louvre): aan de westkant van de Place du Palais Royal vinden we ook nog een latere toegang.
- Carrousel du Louvre: via de perrons van lijn 1 is er sinds 1989 een directe toegang tot de ondergrondse galerijen van het Louvre. Dit is dan ook de handigste uitgang als je het Louvre wilt bezoeken.

## Afbeeldingen

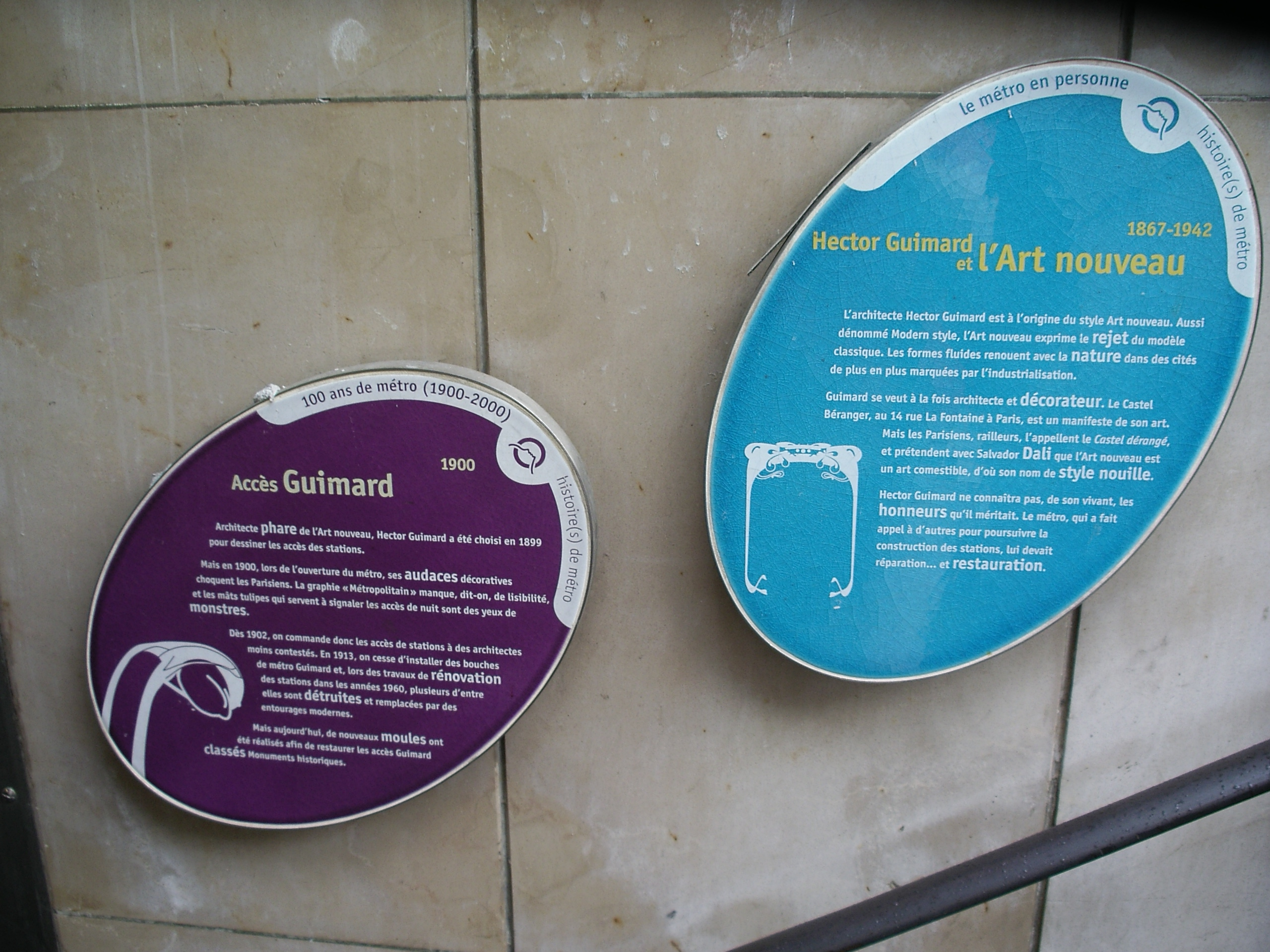
art-nouveau-toegang van Hector Guimard
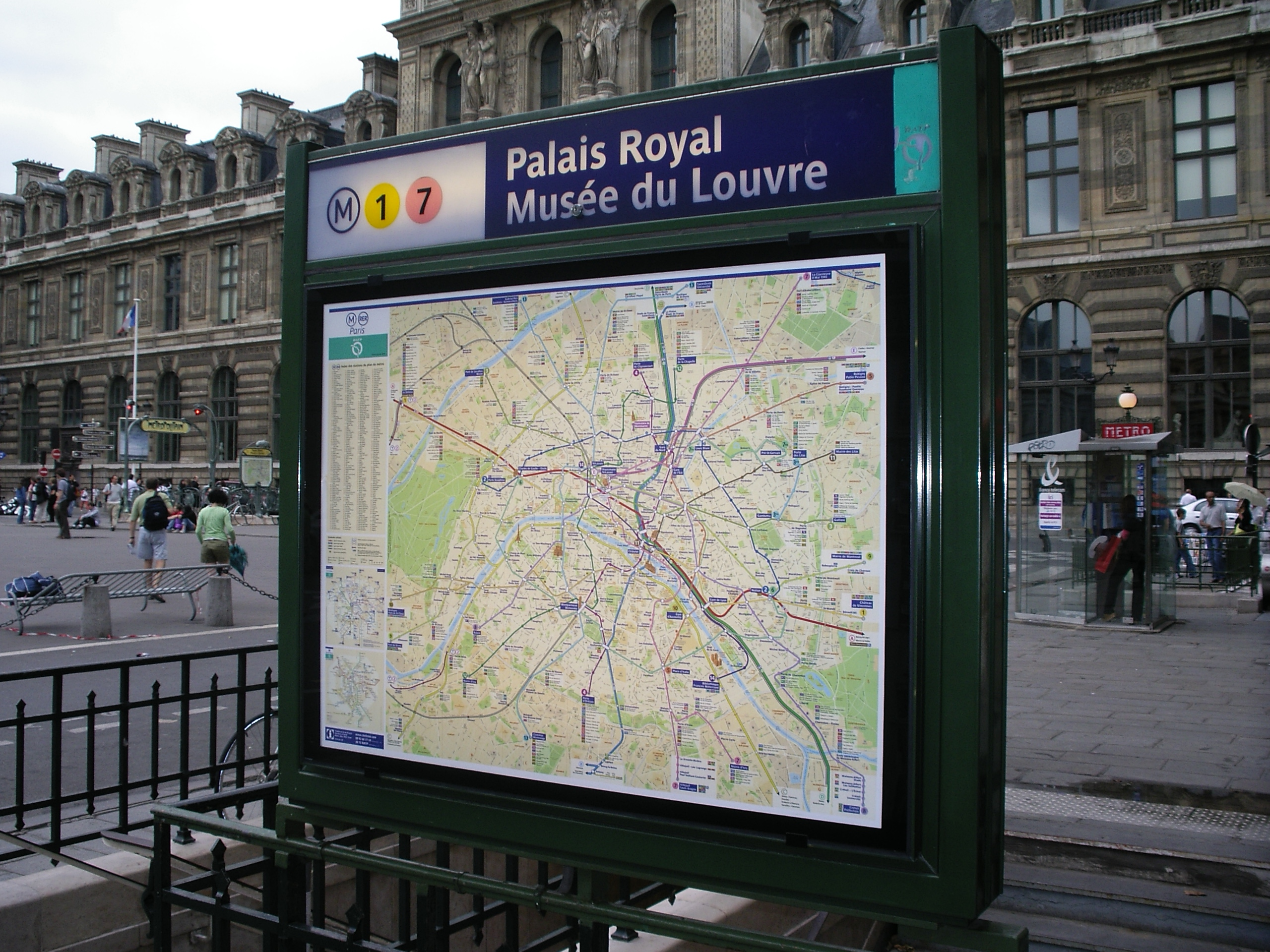
De andere toegang op de Place du Palais Royal
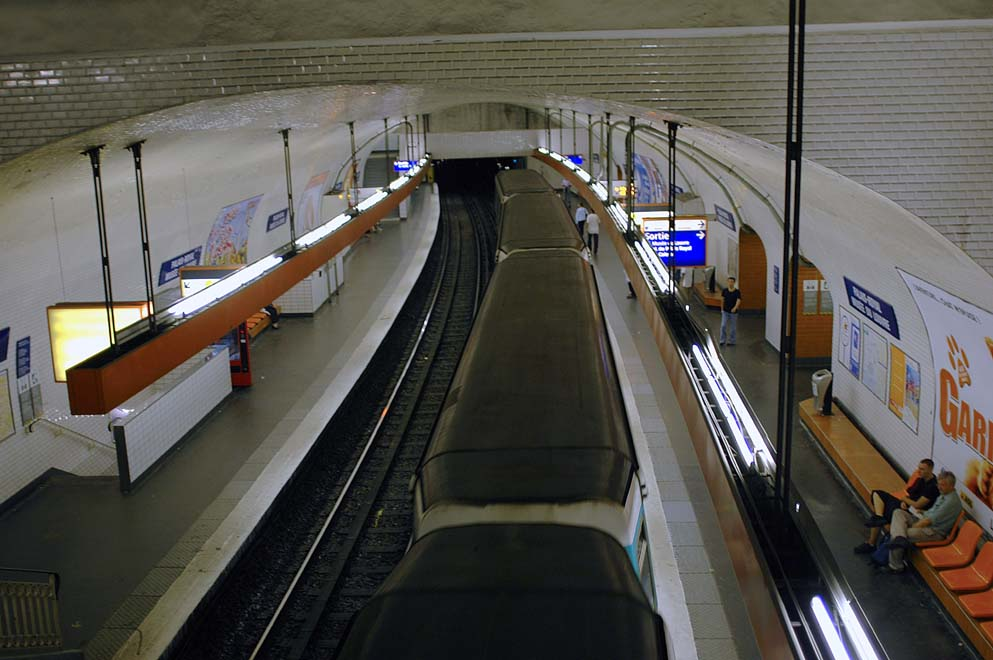
zicht op lijn 7